# Austin Huggins
Austin Huggins (* 19. Januar 1970 in Basseterre) ist ein ehemaliger Fußballspieler von St. Kitts und Nevis.

## Karriere

### Verein
Er spielte mindestens ab der Saison 2000/01 beim Garden Hotspurs FC und beendete dort nach der Saison 2011/12 seine Karriere.

### Nationalmannschaft
Er hatte seinen ersten bekannten Einsatz für die Nationalmannschaft von St. Kitts und Nevis am 2. April 1993 bei einem 5:1-Sieg über die Britischen Jungferninseln während der Qualifikation für die Karibikmeisterschaft 1993. Hier schoss er auch gleich in der 51. Minute ein Tor. Über die nächsten Jahre kamen noch ein einige Einsätze dazu, sein letzter war im November 2004.